# Redécoupage des circonscriptions législatives françaises de 1862
Le redécoupage des circonscriptions législatives françaises de 1862 est le cinquième découpage de la France en circonscriptions législatives. Il n'a été utilisé que pour les élections de 1863.
Pour ces secondes élections du Second Empire, Napoléon III décide comme en 1857 de modifier le découpage des circonscriptions : 29 départements, surtout urbains, sont concernés bien que le nombre de députés n'augmente que de seize unités et 38,5% des circonscriptions sont modifiées. Contrairement au découpage précédent, celui-ci fait l'objet de critiques.
Les élections suivantes donnent également lieu à un redécoupage.